# Komstad, Sävsjö kommun

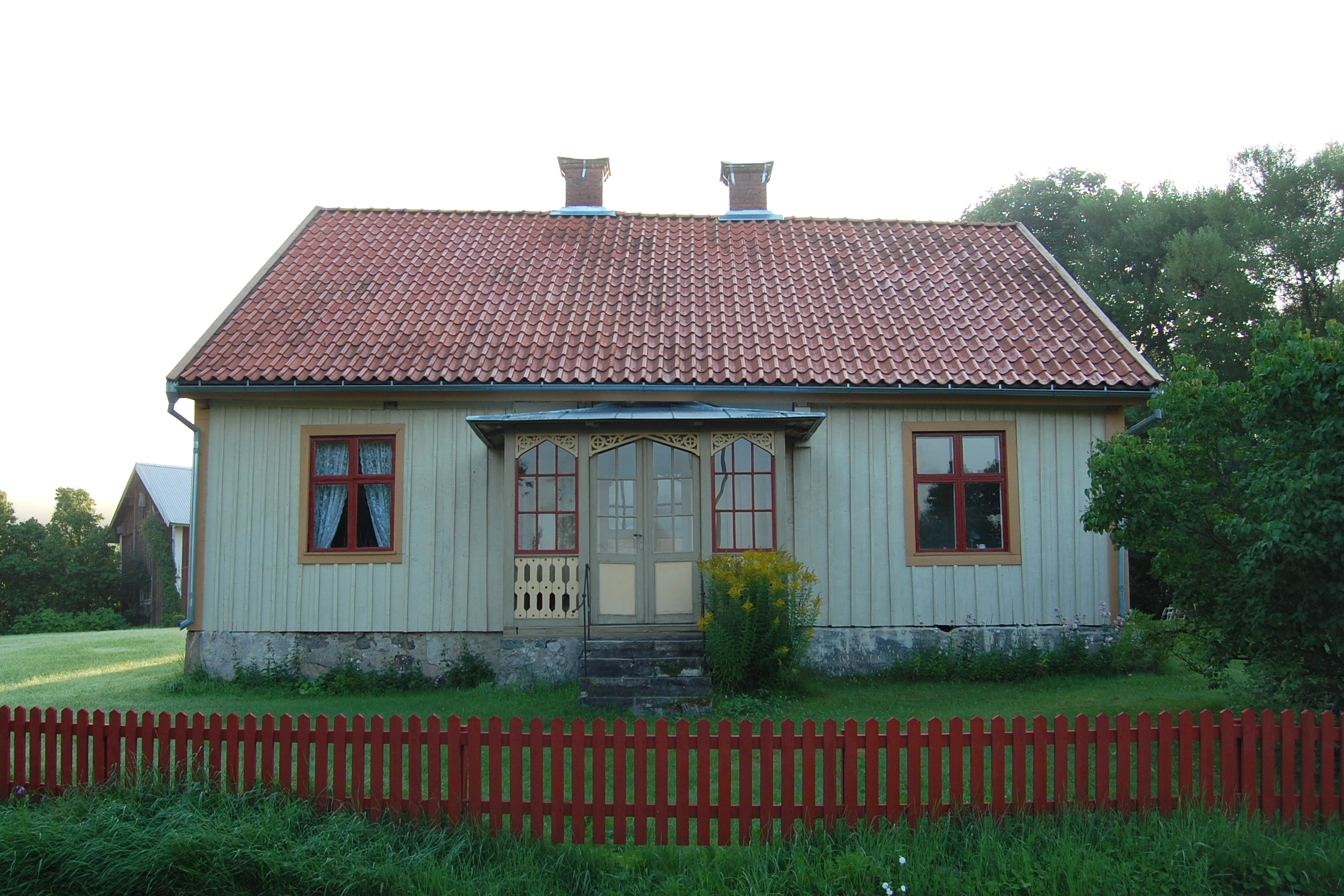
Tingshuset från 1730

Komstad är en by i Norra Ljunga socken, belägen cirka fyra kilometer väster om Sävsjö stad och först omtalad 1370.
I Komstad låg från 1734 till 1908 Västra härads tingsplats och ett gästgiveri. Från 1864 började Sävsjö ta över som central ort i trakten i och med järnvägens utveckling. 1908 flyttade häradsrätten till det nybyggda och betydligt större tingshuset i centrala Sävsjö och Komstads ställning som tingsplats upphörde till förmån för Sävsjö.
Stiftelsen Komstad kvarn äger och förvaltar på grundval av donation 1987 av Evy och Bror Carlsson ett antal byggnader i Komstad, bland andra ramsågen från 1871, en cirkelsåg, kvarn, kvarnstensfabrik, smedja, lanthandel och häradshäkte.
I närheten av Komstad ligger Norra Ljunga kyrka från 1100-talet. Det finns fornlämningar som runstenar, gravfält och domarring.

## Bildgalleri

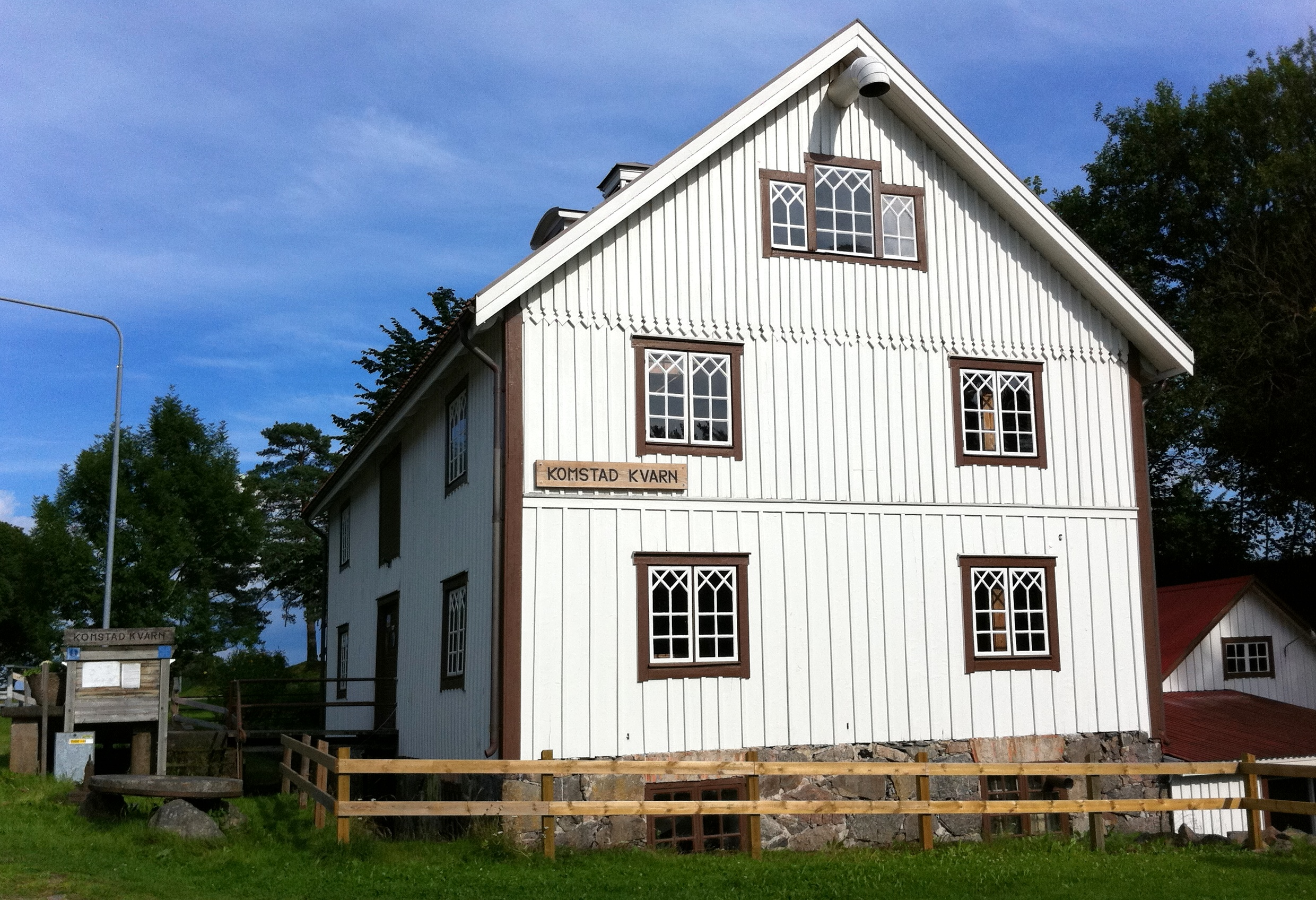
Stora kvarnen från 1871 (påbyggd med en våning 1928)
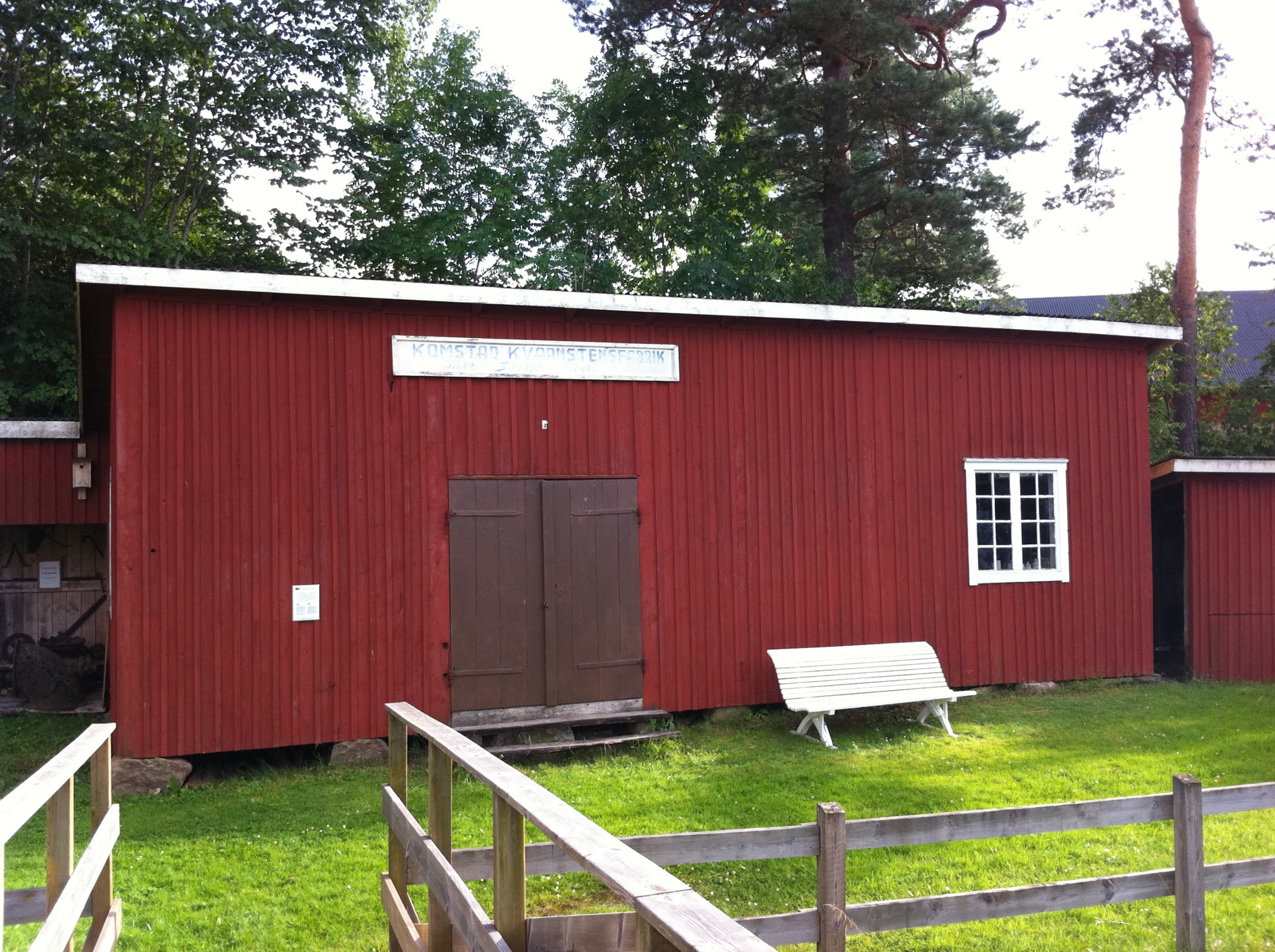
Komstads kvarnstensfabrik
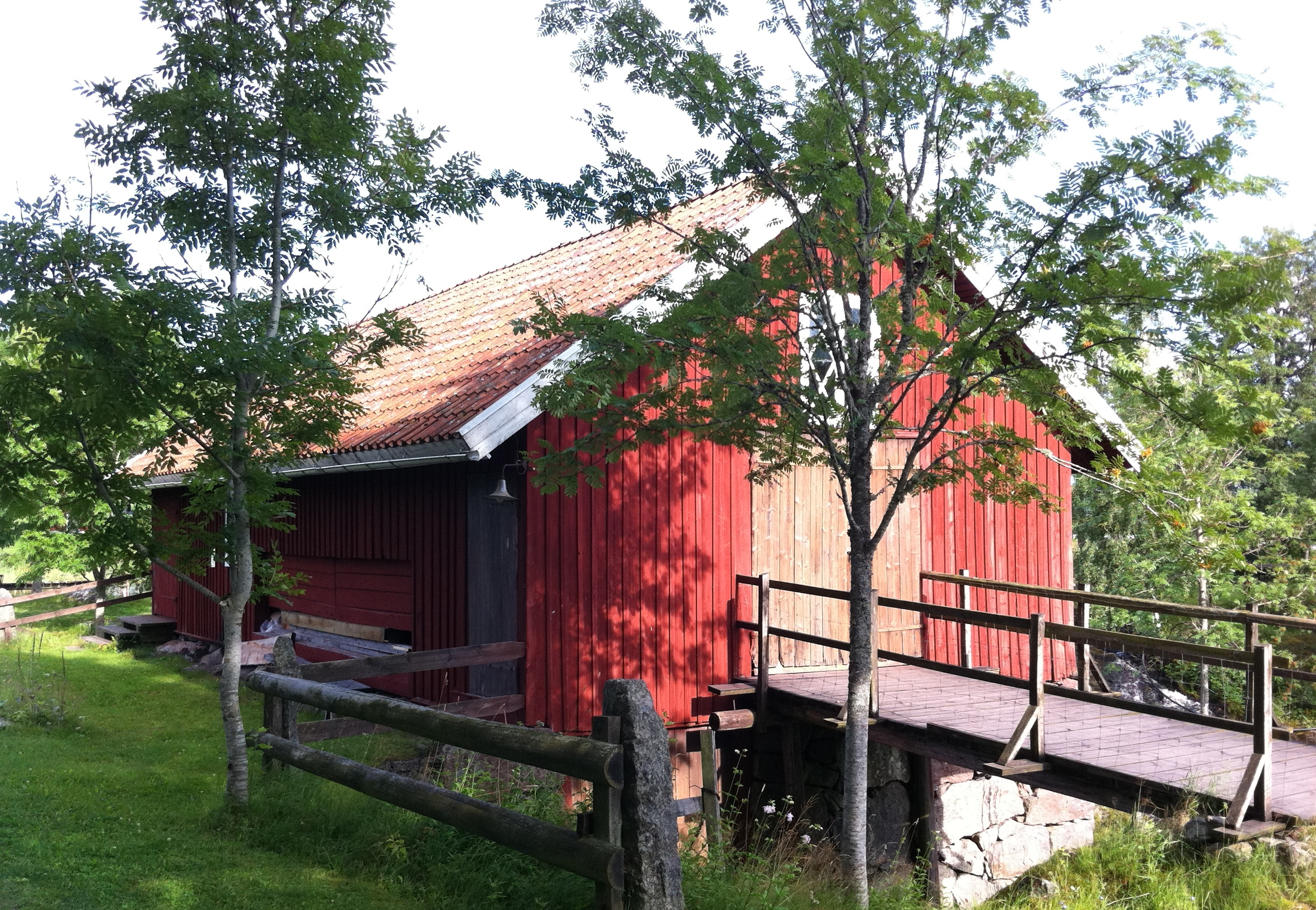
Ramsågen
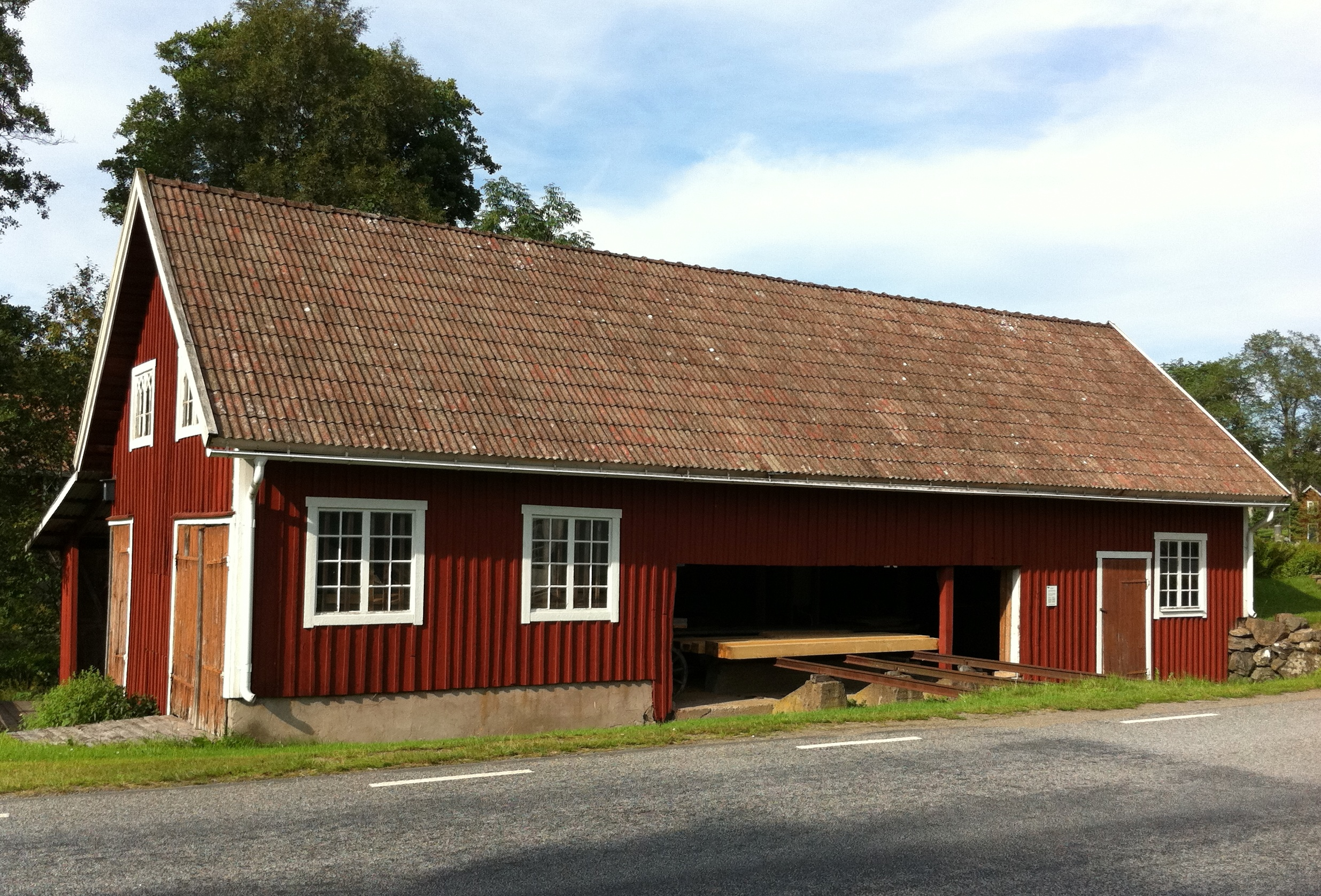
Cirkelsågen
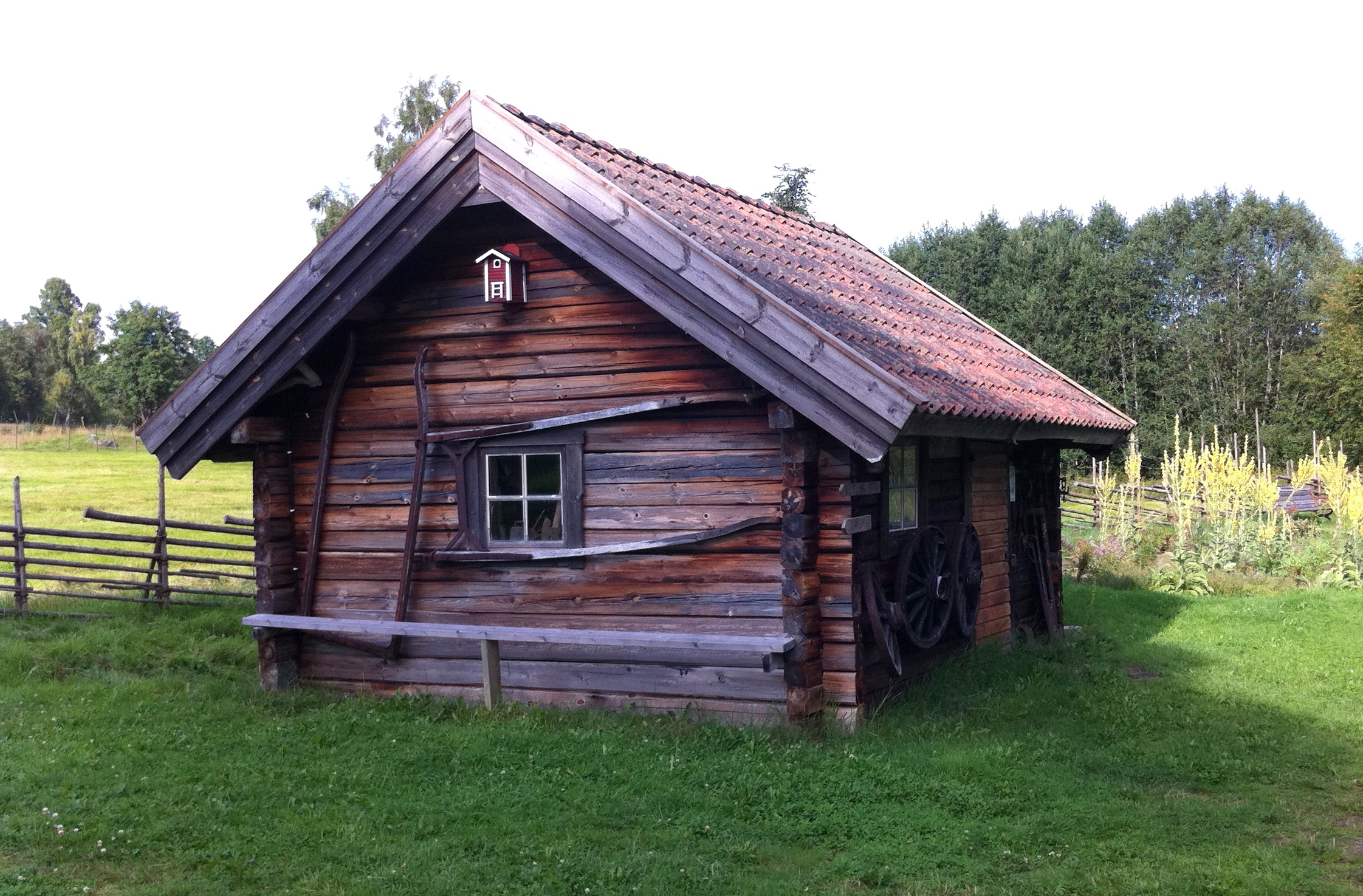
Smedjan från 1989
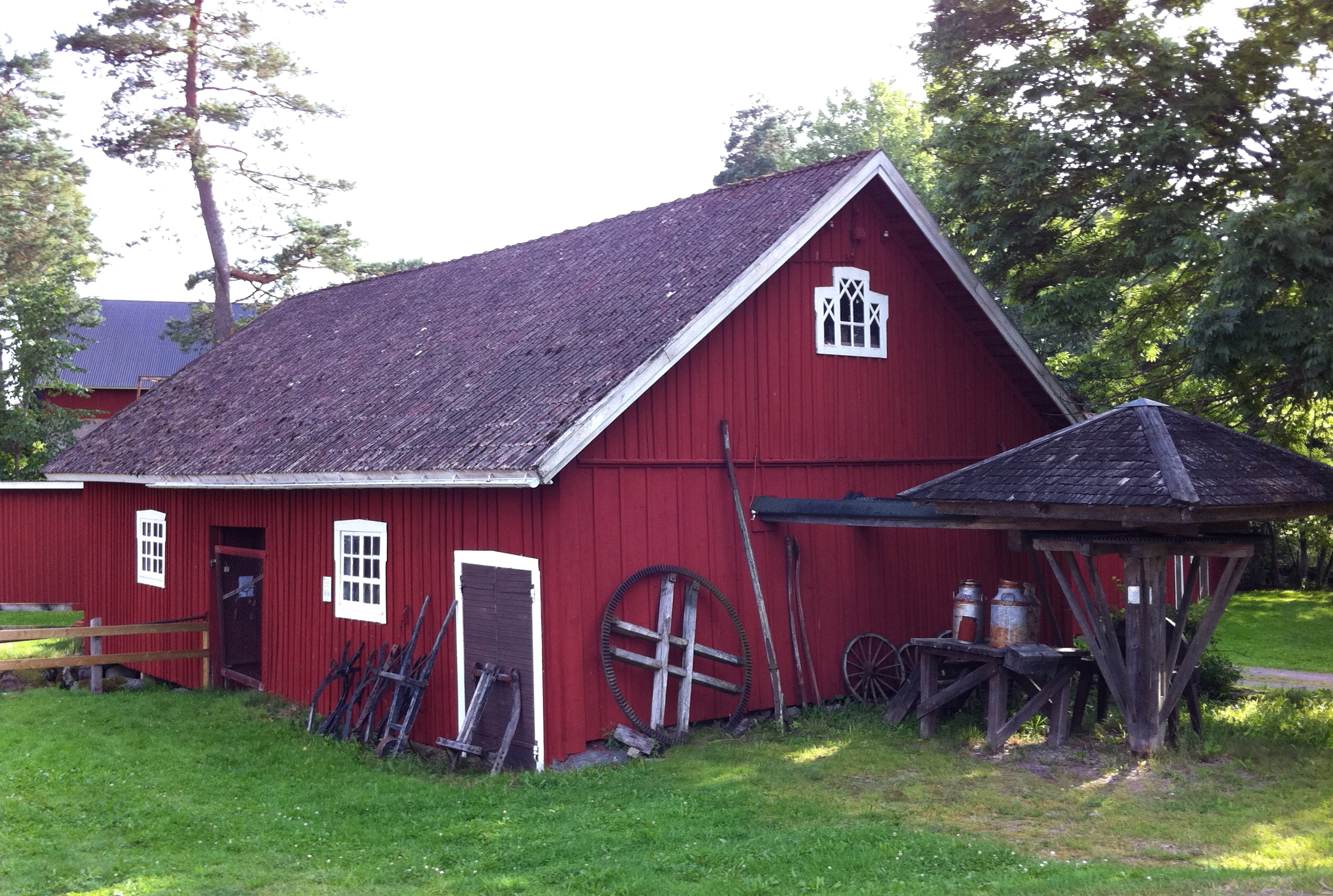
Arbetslivsmuseum
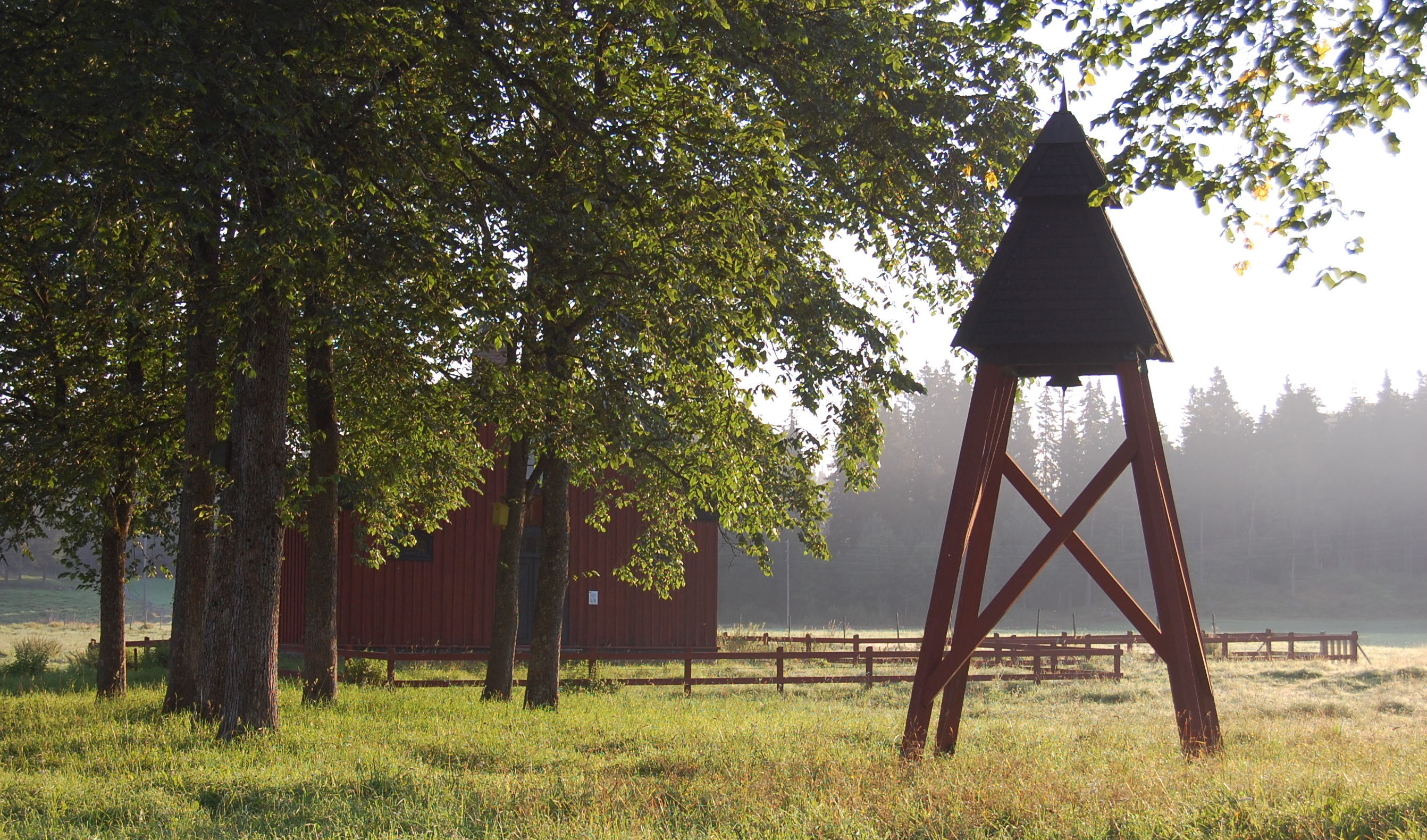
Västra härads häradshäkte

## Personer från Komstad
- Sjökaptenen och utvandraren Jonas Jonson Brunk som påstås ha givit namn åt stadsdelen Bronx i New York. Historien om Jonas Brunck och Sverige under 1600-talet finns samlad som en utställning i ramsågen i Komstad.